# Història de la bisexualitat

La bandera de l'orgull bisexual

La història de la bisexualitat es divideix en dues parts: la història premoderna i la història contemporània. La història antiga i medieval de la bisexualitat consta d'anècdotes de comportament sexual i relacions entre persones del mateix sexe i sexe oposat.
Una definició moderna de «bisexualitat» comença a prendre forma a mitjans del segle xix dins de tres categories interconnectades: les categories biològica, psíquica i sexual. A la cultura occidental moderna, el terme bisexual es defineix per primera vegada de manera binària com una persona amb capacitat d'atracció romàntica o sexual tant per homes com per dones. o com a persona que se sent atreta sexualment i/o romànticament per les persones, independentment del sexe o la identitat de gènere, que de vegades s'anomena pansexualitat.
L'ús de la paraula bisexual es remunta al segle xix quan el psicòleg alemany Richard von Krafft-Ebing la va utilitzar per designar el sexe dels individus que, segons ell, adopten comportaments femenins i masculins. En anglès, la paraula va ser utilitzada l'any 1892 per Charles Gilbert Chaddock, un neuròleg estatunidenc, quan va traduir la setena edició del llibre Psychopathia Sexualis de Krafft-Ebing. Abans de Krafft-Ebing, «bisexual» en general significava tenir parts femenines i masculines com en les plantes hermafrodites o monòiques, o en el sentit d'educació mixta, és a dir, inclusiva tant d'homes com de dones.
A partir de la dècada del 1970, la bisexualitat com a orientació sexual diferent va guanyar visibilitat a la literatura, la cultura i l'activisme occidentals. Malgrat una onada d'investigació i activisme al voltant de la bisexualitat, les persones bisexuals sovint han estat marginades en la literatura, el cinema i la investigació.
Les actituds de la societat cap a la bisexualitat varien segons la cultura i la història; tanmateix, no hi ha proves substancials que la taxa d'atracció per persones del mateix sexe hagi variat significativament.
Abans de la discussió contemporània de la sexualitat com a fenomen associat a la identitat personal, la cultura antiga i medieval veia la bisexualitat com l'experiència de les relacions homosexuals i heterosexuals.
Les cultures de l'antiga Grècia i l'antiga Roma permetien que els homes adults s'impliquin en relacions entre persones del mateix sexe, sempre que assumeixin el paper sexual actiu.

## Història antiga
Les cultures antigues van conceptualitzar el desig i el comportament sexuals de diverses maneres, i es discuteixen les diferents modalitats que aquests comportaments han adoptat al llarg de la història.
Les relacions homosexuals entre homes són visibles i s'enumeren com les referents a les relacions entre dones a la literatura i els textos històrics. Tanmateix, les relacions sexuals entre dones estan presents a les literatures de l'antiga Xina.

### L'antiga Grècia
Els textos religiosos grecs antics, que reflectien pràctiques culturals, incorporaven temes bisexuals. Els subtextos varien des del místic fins al didàctic.
Les relacions homosexuals entre nois i homes com a part dels rituals a la Grècia de l'època arcaica han estat estudiades i confirmades pels estudiosos. Les relacions sexuals i romàntiques entre homes no es van registrar explícitament a l'Ilíada o l'Odissea.

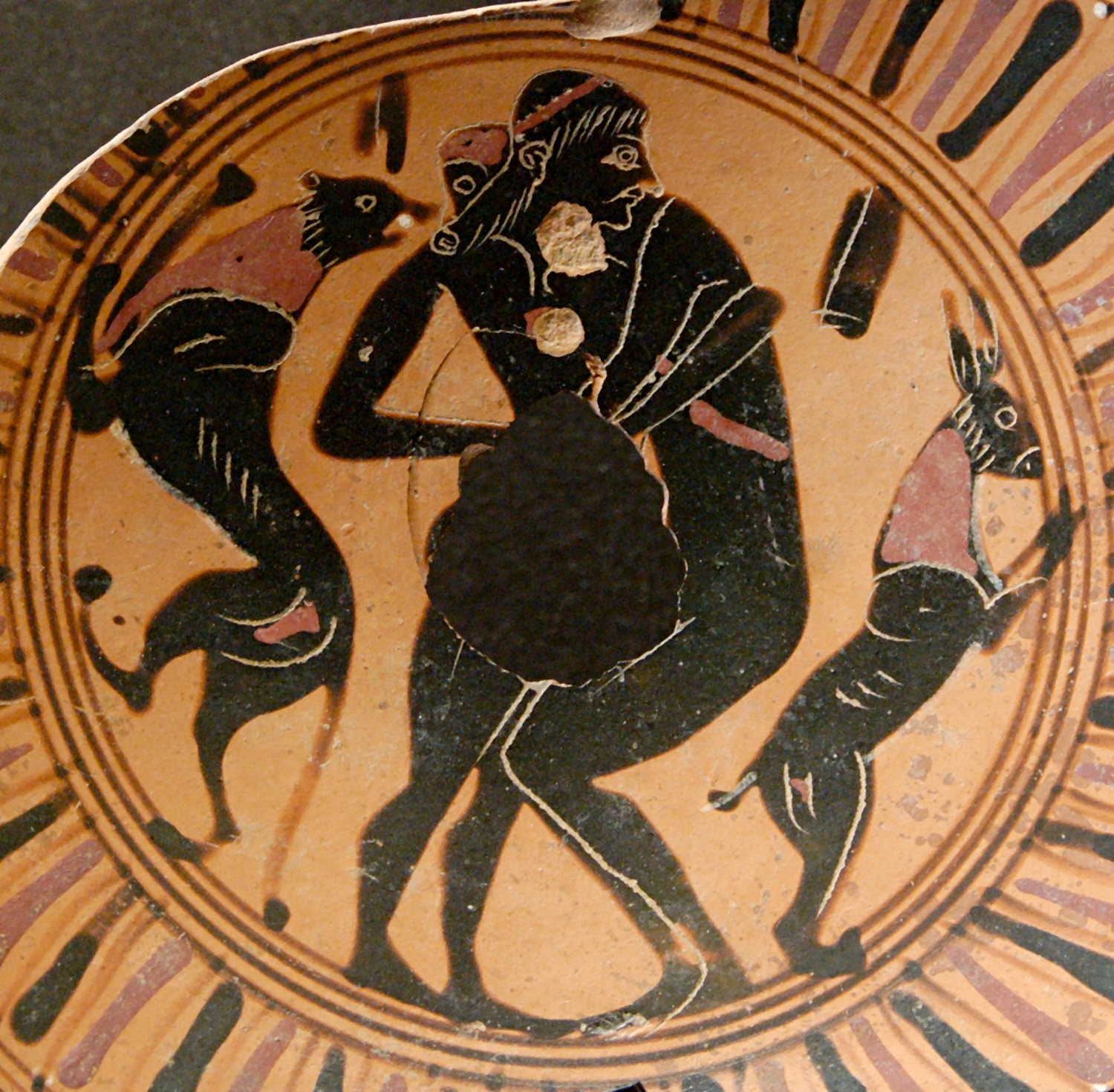
Home i adolescent practicant sexe intercrural. Fragment d'una copa àtica de figures negres, 550-525 aC, Museu del Louvre

No hi ha distinció entre els grecs entre pràctiques legítimes i il·legítimes, sinó un concepte d'afrodisia (actes sexuals que proporcionen plaer), independentment de si es practiquen amb un home o una dona.
Però hi ha una noció de subjecte (actiu) i d'objecte (passiu) en la relació entre dues persones, no sent objecte i necessàriament dominat per l'altre. No obstant això, Plató i Aristòtil s'oposen sobre el lloc assignat a homes i dones. Per a Plató tant homes com dones poden ser subjectes o objectes, mentre que per a Aristòtil la dona és necessàriament passiva (objecte). Però per als dos filòsofs la jerarquia masculina és indiscutible.

### L'antiga Roma
Era socialment acceptable que un romà nascut lliure tingués relacions sexuals amb parelles tant femenines com masculines, sempre que assumís el paper sexual actiu. L'acceptabilitat moral del comportament depenia de la posició social de la parella i no del seu gènere per se.
Les dones i els homes joves eren considerats objectes de desig acceptables, però fora del matrimoni s'esperava que un home satisfés els seus desitjos només amb esclaus, prostitutes (que sovint eren esclaves) i els infames.

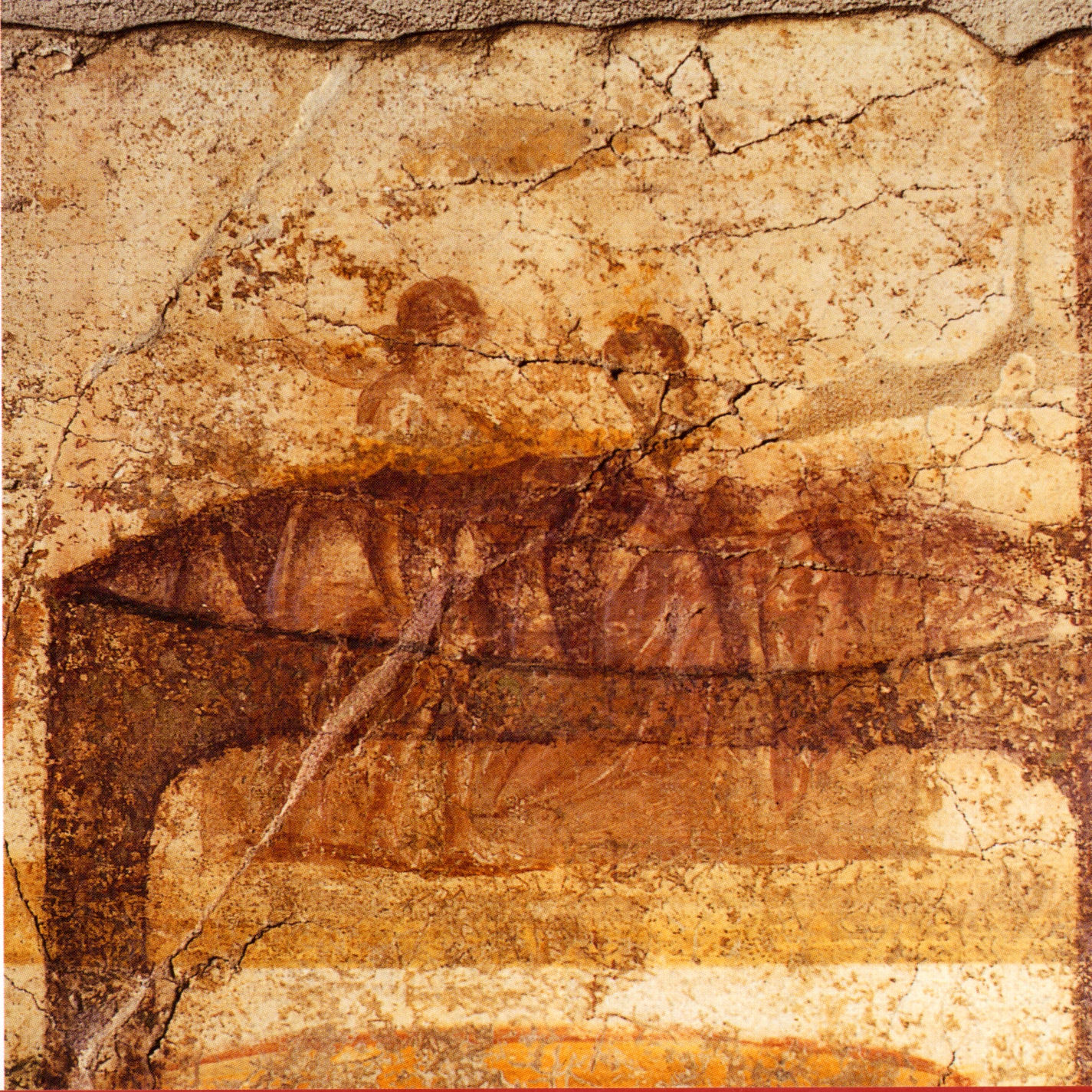
Pompeia - Terma Suburbane - Apodyterium. Escena V, Parella de dones

El gènere no determinava si la parella sexual d'un home era acceptable, però es considerava immoral mantenir relacions sexuals amb la dona d'un altre home lliure, la filla nubil, el fill menor o un altre home lliure; l'ús sexual de l'esclau d'un altre home estava subjecte al permís del propietari.
La manca d'autocontrol, fins i tot en la gestió de la seva vida sexual, indicava que un home era incapaç de governar els altres. Es deia que massa inclinació pels plaers sensuals erosionava la identitat masculina d'un governant com a persona culta.

### El Japó medieval
L'existència d'homes que tenen sexe amb homes al Japó s'ha documentat durant segles. Hi havia poques lleis que restringien les costums sexuals al Japó abans de l'inici del període modern. La sodomia anal va ser prohibida per llei l'any 1872, però la disposició no va ser derogada fins set anys més tard pel Codi Penal de 1880 d'acord amb el Codi Napoleònic.
Les pràctiques històriques identificades per la investigació com a homosexuals inclouen el shudō (衆道), el wakashudō (若衆道) i el nanshoku (男色).

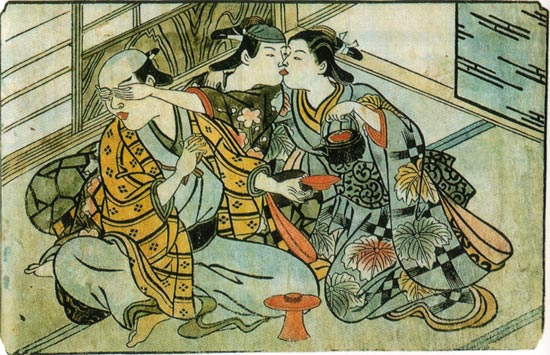
Un wakashū (que porta el mocador) fa un petó a una prostituta a l'esquena del seu mecenes. Nishikawa Sukenobu, c. 1716-1735. Impressió shunga acolorida a mà

Diversos autors han assenyalat una forta tradició històrica de bisexualitat oberta i homosexualitat entre les institucions budistes masculines del Japó. Quan el sacerdot tendai Genshin va criticar durament l'homosexualitat, alguns interpreten la seva posició com una condemna de les pràctiques d'un acòlit que no estava sota la seva autoritat.
Aquestes pràctiques es relaten en innombrables obres literàries, la majoria de les quals encara no s'han traduït. No obstant això, hi ha traduccions a l'anglès disponibles per a Ihara Saikaku, que presentava un personatge principal bisexual a La vida d'un home enamorat (1682), Jippensha Ikku va relatar la primera relació homosexual a la publicació posterior «Pròleg» a Euga de Shank (1802 i següents) i Ueda Akinari, que planta un monjo budista homosexual a Contes de la llum de la lluna i la pluja (1776). Així mateix, molts dels artistes més grans de l'època, com Hokusai i Hiroshige, s'enorgulleixen de documentar aquests amors en els seus gravats, coneguts com Ukiyo-e (imatges del món flotant), on adopten un estil eròtic, shunga o imatges primaverals.
Nanshoku no es considerava incompatible amb l'heterosexualitat; els llibres de gravats eròtics dedicats al nanshoku sovint presentaven imatges eròtiques de dones joves concubines (mekake) o prostitutes (jōrō), així com adolescents atractives (wakashū) i joves travestis (onnagata). De la mateixa manera, es considerava que les dones estaven especialment atretes pel wakashū i l'onnagata, i es va suposar que aquests homes joves correspondrien aquest interès. Per tant, els típics practicants de nanshoku i els homes joves que desitjaven es considerarien bisexuals en la terminologia moderna.

### L'antiga Xina
A l'antiga Xina, hi ha molts registres històrics de relacions entre persones del mateix sexe entre persones de classe alta. Els escrits sobre sexualitat en la literatura xinesa antiga i els documents històrics solen ser al·lusius i implícits, utilitzant frases i paraules només per a persones familiaritzades amb la cultura i el rerefons literari.
Paraules com «Long Yang» (龙阳 ; lóngyáng) i «tendència masculina» (男風 ; nánfēng) es creen per descriure homes que tenen una relació sexual o romàntica amb homes. Tot i que les relacions lesbianes estan menys documentades que les dels homes, s'accepta que l'actitud de la societat cap a les relacions homosexuals entre dones és més estable que la dels homes. Les persones que mantenen relacions sexuals o romàntiques amb el mateix sexe solen tenir també relacions heterosexuals. Per exemple, els emperadors que tenen amants també tenen concubines i fills amb elles. A més, el concepte d'identitat de gènere no estava present a l'antiga Xina abans que la idea fos introduïda a Occident.

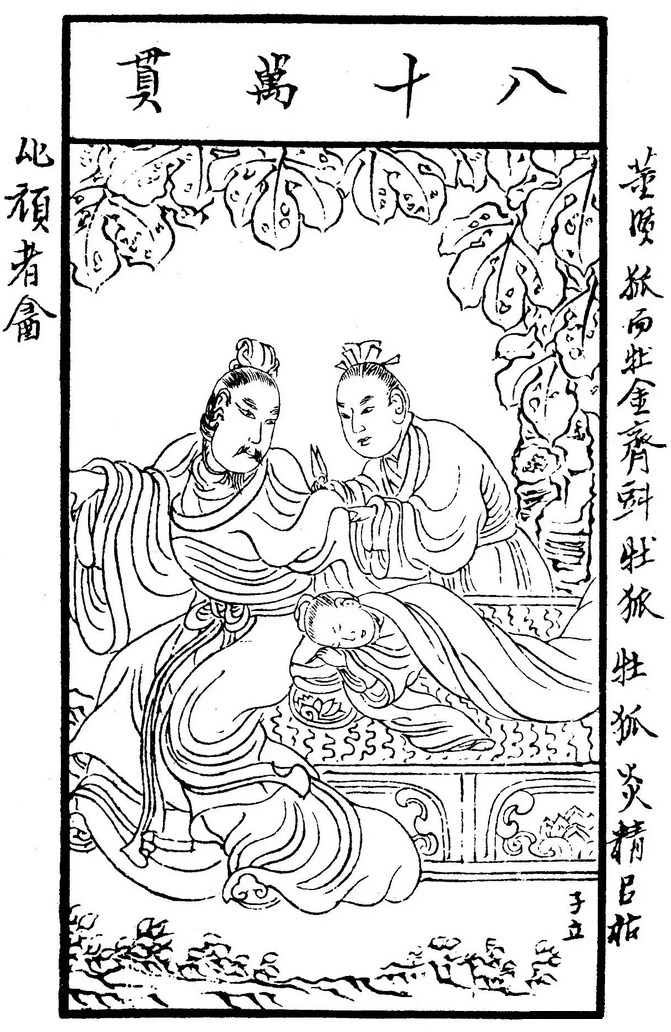
Dong Xian i l'emperador Han Ai
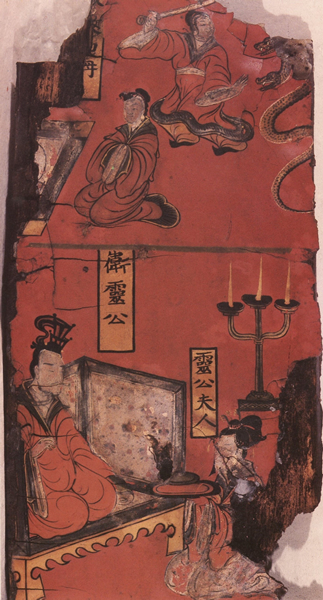
El duc Ling de Wei (衞靈公). Pintura lacada sobre fusta, Wei Nord

Una història celebra la «passió de la màniga tallada» (断袖之癖 ; duàn xiù zhī pǐ), que va produir la paraula que descriu una relació sexual entre homes Duànxiù («trencar la màniga») és la de l'emperador Han Aidi (漢哀帝) i el seu amant Dong Xian (董賢), un dels seus oficials. L'emperador Ai era tan devot al seu amant que va intentar passar-li el tron. En haver de marxar d'hora un matí, l'emperador Ai es va tallar amb cura la màniga per no despertar a Dongxian, que s'hi havia adormit a la màniga del barnús. Els xinesos imitaran aquest tall de les mànigues per expressar el seu amor als amants del mateix sexe.
Una altra de les cròniques històriques més conegudes del sexe masculí a l'antiga Xina és la de YuTao (余桃 ; yútáo), El préssec romanent, documentat a Les Intrigues dels Estats Combatents. El llibre és una col·lecció d'idiomes polítics i cròniques històriques escrites per Han Fei (韩非) (280-233 aC), un filòsof xinès. Han Fei documenta una anècdota de la relació romàntica entre Mizi Xia (彌子瑕) i el duc Ling de Wei (衛靈公). Mizi, troba un préssec molt dolç al jardí; després de tastar-lo, comparteix la meitat restant amb Ling.
Cada cop més visitants de l'Àsia occidental i central acudien a la Xina durant la dinastia Tang, i la Xina es va veure cada vegada més influenciada per les pràctiques sexuals d'altres llocs. Les companyes dels emperadors comencen a acumular un poder polític que només els companys podien aconseguir en el passat. Les relacions entre persones del mateix sexe es tornen més al·lusives i menys documentades a la dinastia Tang. A principis de la dinastia Tang, es van descobrir històries sobre les relacions entre monges budistes i taoistes.

## Història moderna
Segons l'antropòleg neerlandès Gert Hekma, el terme «bisexual» es va utilitzar per primera vegada en neerlandès l'any 1877, per designar un hermafrodita la vida sexual del qual té lloc tant com a dona com com a home heterosexual. Més tard, el terme «bisexualitat» s'utilitza per representar tant l'orientació sexual com l'androgínia.
Des del segle xix, la bisexualitat s'ha convertit en un terme amb almenys tres significats diferents però interconnectats:
- En l'àmbit de la biologia i l'anatomia, es refereix als organismes biològics que estan sexualment indiferenciats entre el que es considera masculí i femení.
- A principis del segle xx, en el camp de la psicologia, la bisexualitat s'utilitzava per descriure una combinació de masculinitat i feminitat psicològica més que no biològica.[31]
- A finals del segle xx, la bisexualitat es va considerar comunament com l'atracció sexual cap a homes i dones, per després significar, segons la definició popularitzada per Robyn Ochs, una atracció sexual o romàntica cap a persones de més d'un gènere o sexe, no necessàriament al mateix temps o en el mateix grau o de la mateixa manera.[32][33][34]

En conseqüència, la història contemporània de la bisexualitat implica molts canvis intel·lectuals, conceptuals i socioculturals.

### Teoria freudiana

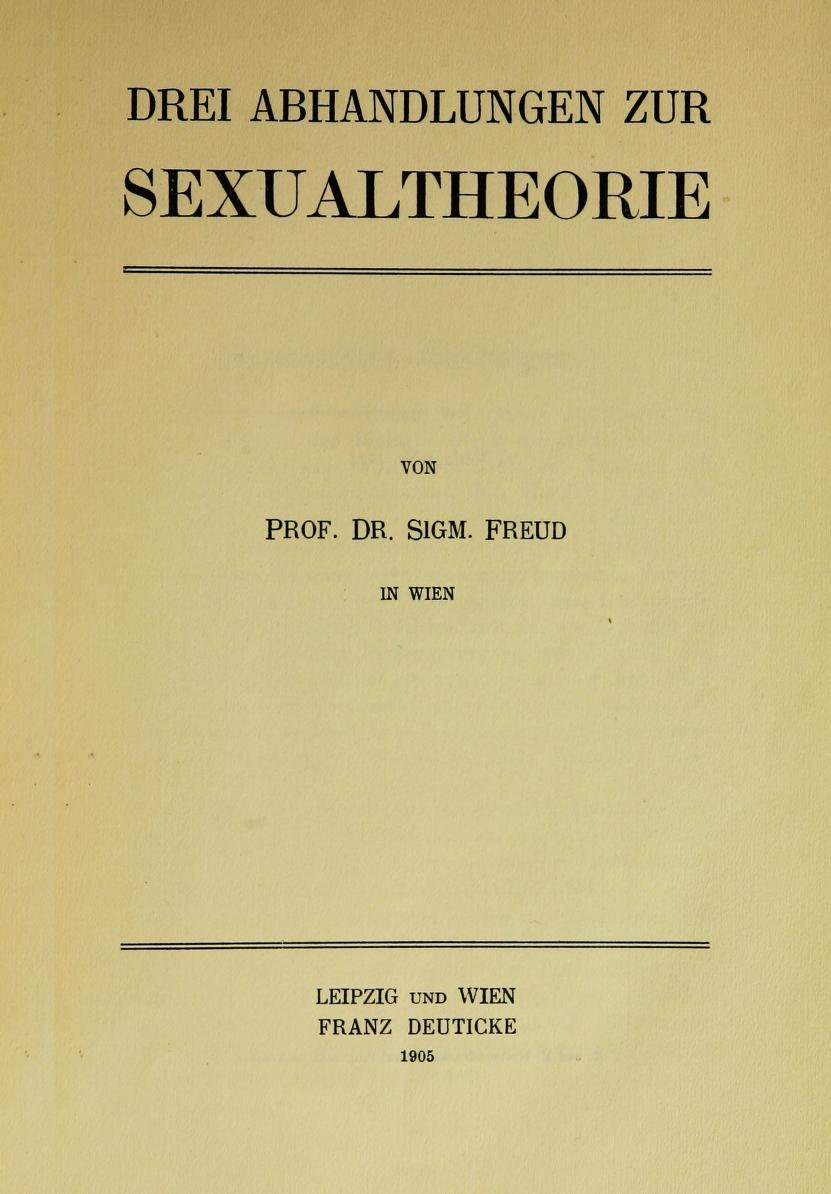
Portada original del llibre de Sigmund Freud Tres assaigs sobre teoria sexual (1905)

El 1905, Sigmund Freud va presentar la seva teoria del desenvolupament psicosexual a Tres assaigs sobre teoria sexual. En aquest llibre, argumenta que la bisexualitat és l'orientació sexual bàsica dels humans. Freud estableix la seva teoria sobre la base del desenvolupament biològic que durant la fase pregenital, els nens no distingeixen entre sexes, sinó que assumeixen que ambdós pares tenen els mateixos genitals i les mateixes capacitats reproductives. Quan els nens arriben a l'etapa fàl·lica, quan la identitat de gènere s'ha fet verificable per a l'infant, l'heterosexualitat esdevé el resultat de la repressió. Segons Freud, durant aquesta etapa, els nens desenvolupen un complex d'Èdip on tenen fantasies sexuals amb el progenitor assignat al sexe oposat i odi cap al progenitor assignat al mateix sexe, i aquest odi es converteix en transferència (inconscient) i identificació (conscient) amb el progenitor odiat. Aleshores, aquest progenitor esdevé un model a seguir per apaivagar els impulsos sexuals del nen i una amenaça de castració del poder del nen per apaivagar els seus impulsos sexuals.
El 1913, Carl Jung va proposar un altre model, el complex d'Electra, perquè pensava que la bisexualitat no era a l'origen de la vida psíquica i que Freud no donava una descripció adequada per a les noies (Freud va rebutjar aquest suggeriment).

### Informe Kinsey
El 1948, el biòleg estatunidenc Alfred C. Kinsey va publicar dos llibres sobre comportaments sexuals humans, Sexual Behavior in the Human Male i Sexual Behavior in the Human Female, que són àmpliament coneguts com els «Informes Kinsey». Kinsey i el seu equip van realitzar 1600 entrevistes amb persones sobre la seva vida sexual.
Kinsey rebutja la noció d'una línia clara de demarcació entre les diferents sexualitats. En lloc d'assignar persones a diferents categories de sexualitats, Kinsey i els seus col·legues desenvolupen una Escala Kinsey de set nivells (l'escala considera les persones entre K=1 i K=5 com a «ambisexuals» o «bisexuals»). Segons l'Institut Kinsey, els llibres publicats per Kinsey han venut prop d'un milió de còpies a tot el món i han ajudat a revolucionar la percepció pública de la sexualitat.

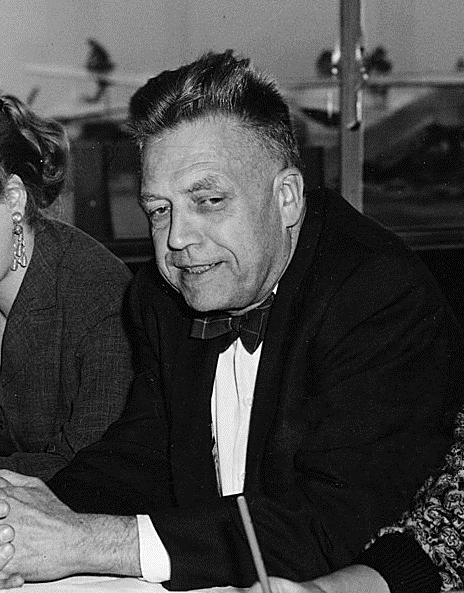
Alfred C. Kinsey en 1955
Escala de Kinsey

La seva investigació va trobar que l'11,6% dels homes blancs als Estats Units d'Amèrica (entre 20 i 35 anys) van tenir aproximadament les mateixes experiències heterosexuals i homosexuals al llarg de la seva vida adulta, i que el 7% de les dones solteres (entre 20 i 35 anys) i el 4% de les dones casades (entre 20 i 35 anys) van tenir una experiència heterosexual i homosexual aproximadament equivalent durant aquest període de les seves vides. Com a resultat d'aquesta investigació, els significats anteriors de la paraula «bisexual» van ser substituïts per una definició «d'atracció cap als dos sexes». No obstant això, el mateix Kinsey odiava l'ús del terme «bisexual» per descriure els individus que realitzen activitats sexuals amb ambdós sexes, preferint fer servir «bisexual» en el seu sentit biològic original com a «hermafrodita», i va afirmar: «fins que es demostri que aquest gust en una relació sexual depèn de l'individu que conté en la seva anatomia [sic] estructures tant a nivell masculí i femení com capacitats fisiològiques masculines o femenines, és lamentable etiquetar aquests individus com a bisexuals».

### Als Estats Units d'Amèrica

#### Entre 1850 i 1950

##### Aparició del terme«bisexual»
La paraula «bisexual» va ser utilitzada l'any 1892 per Richard von Krafft-Ebing a la 7a edició del seu llibre Psychopathia Sexualis per descriure una persona que té una activitat sexual amb parelles del mateix sexe i del sexe oposat. El terme entra a la llengua anglesa en aquest sentit modern amb la traducció del llibre del neuròleg estatunidenc Charles Gilbert Chaddock més tard aquell mateix any. Abans d'això, «bisexual» s'utilitzava generalment en anglès per significar «hermafrodita» o per referir-se a entorns mixtes. Independentment de l'etiqueta, les persones obertament bisexuals eren rares. Una excepció notable és la poetessa obertament bisexual Edna St. Vincent Millay, que va rebre el Premi Pulitzer de poesia per Ballad of the Harp-Weaver el 1923. Els biògrafs solen descriure el poeta Walt Whitman com a bisexual o homosexual en els seus sentiments i atraccions.

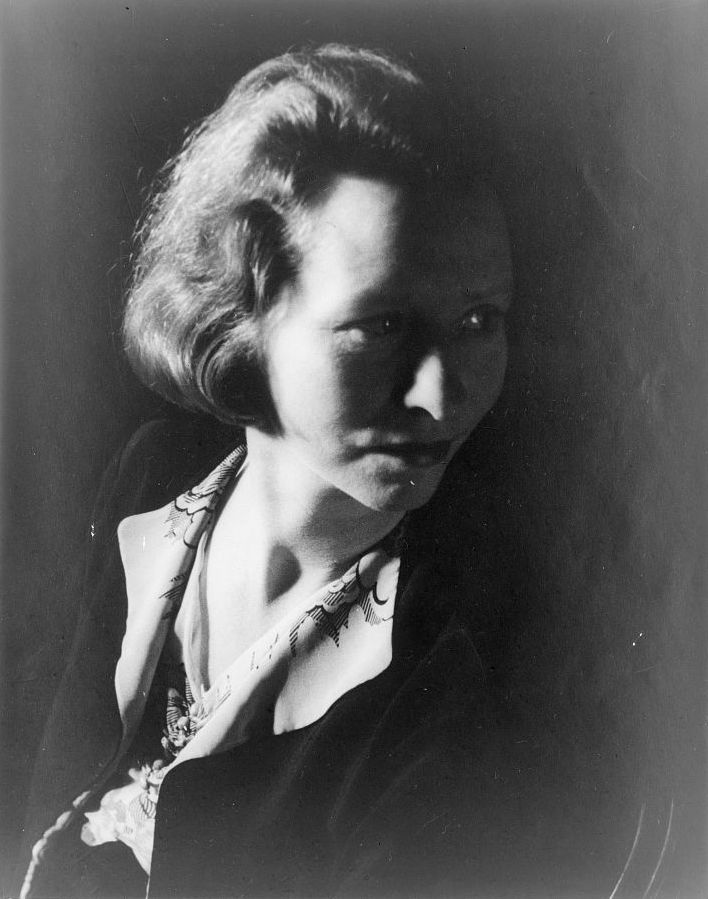
Edna St. Vincent Millay, poetessa bisexual
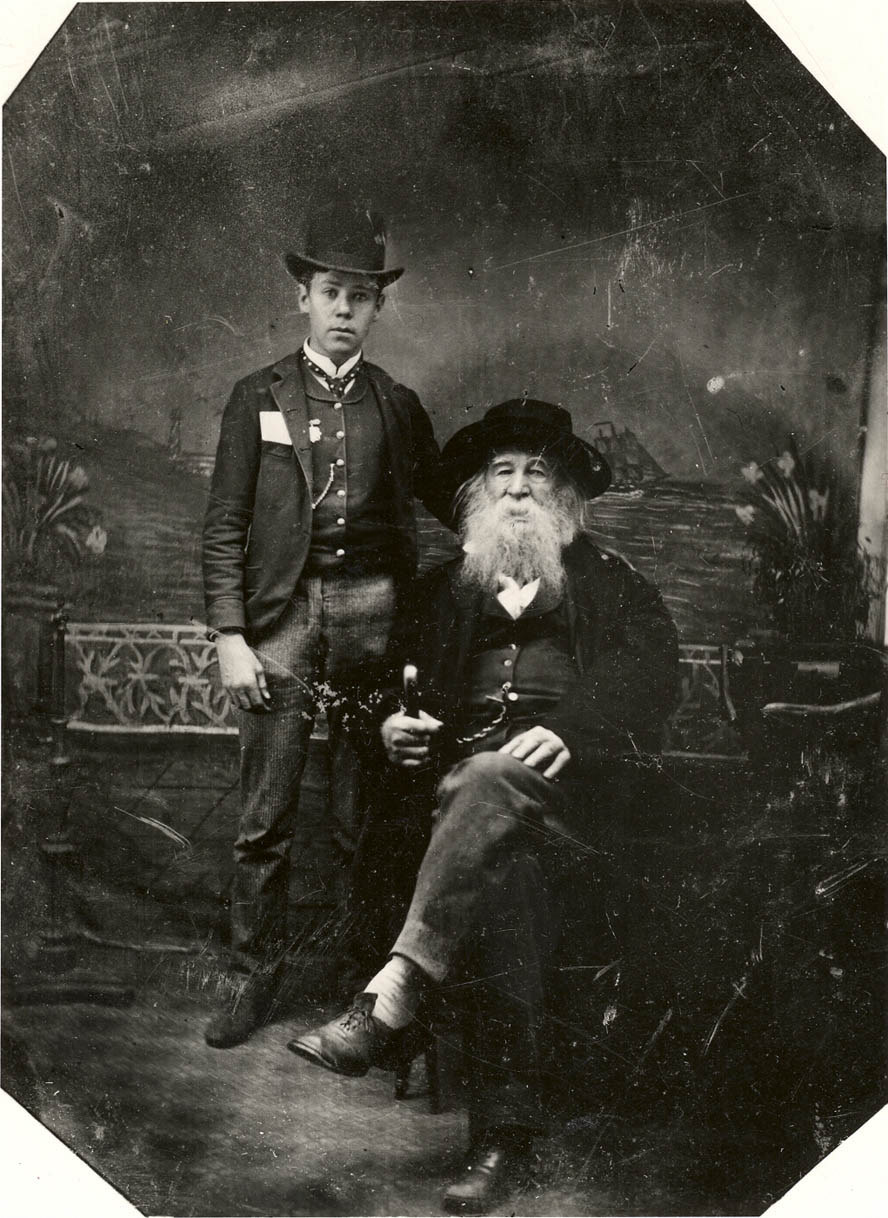
Walt Whitman i Bill Duckett

Ja a la dècada del 1950, Margaret Mead va publicar estudis sobre la varietat i la fluïdesa de les experiències sexuals en cultures no occidentals, proporcionant arguments i fonaments científics per a les crítiques de la societat puritana i heterocèntrica. En un article de 1975, Mead va escriure: «Crec que ha arribat el moment en què hem de reconèixer la bisexualitat com una forma normal de comportament humà».
També pren partit de la hipòtesi de la «bisexualitat innata», assenyalant que «un gran nombre d'éssers humans (probablement la majoria) són bisexuals pel que fa a la seva capacitat per experimentar sentiments romàntics». Margaret Mead és ella mateixa bisexual, però aquest aspecte de la seva personalitat no serà revelat fins al 1984, per la seva filla.

##### Primeres pel·lícules sobre la bisexualitat

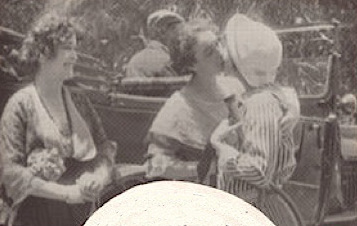
Anunci de la pel·lícula A Florida Enchantment (1914), de Sidney Drew, que documenta la primera aparició de personatges bisexuals (femenins i masculins) en una pel·lícula americana

Les primeres pel·lícules també van permetre expressar la bisexualitat. La primera aparició documentada de personatges bisexuals (femenins i masculins) en una pel·lícula americana va tenir lloc a la pel·lícula muda A Florida Enchantment, de Sidney Drew, el 1914. No obstant això, a causa de la censura legal del Codi Hays, la paraula «bisexual» no s'esmenta, i pràcticament cap personatge bisexual no va aparèixer a les pel·lícules americanes de 1934 a 1968.

#### Dècada del 1960

##### Desenvolupament de l'activisme LGBT
L'activisme polític LGBT es fa més destacat durant aquesta dècada. Les primeres manifestacions públiques per la igualtat de drets entre gais i lesbianes van tenir lloc davant d'institucions governamentals i monuments històrics a Nova York, Filadèlfia i Washington DC entre 1965 i 1969. A Washington DC, els manifestants piqueten davant de la Casa Blanca, el Pentàgon i el Comissió de Servei Civil dels EUA. Dues manifestants del segon piquet davant la Casa Blanca, Judith «JD» Kuch i Kris «Gene» Kleeberg, s'identifiquen com a persones bisexuals.
El 1966, l'activista bisexual Stephen Reeder Donaldson (àlies Donny the Punk) va fundar la Student Homophile League a la Universitat de Colúmbia i la Universitat de Nova York. El 1967, la Universitat de Colúmbia va reconèixer oficialment aquest grup, convertint-se en la primera universitat dels Estats Units d'Amèrica a reconèixer oficialment un grup d'estudiants gais.

##### Desenvolupament de l'activisme bisexual

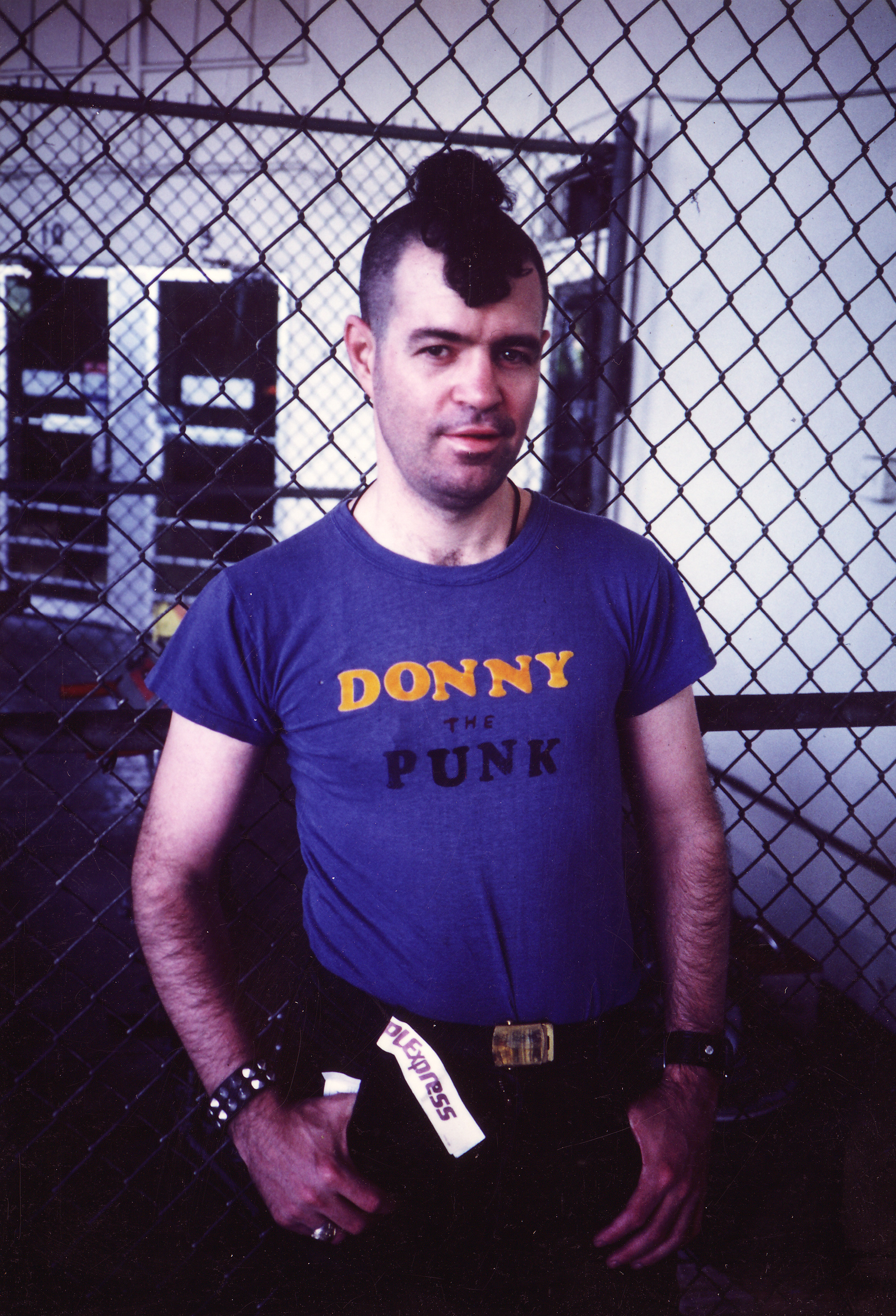
Stephen R. Donaldson, també conegut com Robert A. Martin (àlies Donny the Punk) a Oakland el 1984

L'activisme a favor de les persones bisexuals comença a créixer, sobretot a San Francisco. Una de les primeres organitzacions per a persones bisexuals, la Sexual Freedom League de San Francisco, va ser dirigida per Margo Rila i Frank Esposito a partir de 1967. Dos anys més tard, en una reunió del personal del Center for Special Problems (establiment de salut mental) a A San Francisco, al servei de les persones LGBT, la infermera Maggi Rubenstein es revela bisexual i, sense saber-ho, realitza el primer acte de visibilitat bisexual. Més tard, quan el grup LGBT Bay Area li demana que parli en un col·loqui, demana que la bisexualitat s'incorpori al seu programa com una orientació sexual diferent.
Els aldarulls de Stonewall, considerat l'inici del moviment modern pels drets LGBT, es va desencadenar a Stonewall Inn el 1969. Els propietaris de bars, incloses les persones bisexuals, es van enfrontar amb la policia durant una batuda policial. Per commemorar-ho, l'any següent va tenir lloc el primer Orgull Gai LGBT. L'activista bisexual Brenda Howard és nomenada «Mare de l'orgull» en reconeixement de la seva feina coordinant aquest primer orgull LGBT. Les celebracions de l'orgull se celebren arreu del món cada any al juny. Howard juntament amb l'activista bisexual Stephen R. Donaldson i l'activista gai L. Craig Schoonmaker van popularitzar la paraula «orgull» per descriure aquestes protestes. L'activista bisexual Tom Limoncelli va dir: «La propera vegada que algú et pregunti per què existeixen les marxes de l'orgull LGBT o per què el mes de l'orgull [LGBT] és juny, digues-los que una dona bisexual anomenada Brenda Howard va pensar que s'havia de fer així».

#### Dècada del 1970

##### Representació als mitjans de comunicació
Les persones bisexuals van guanyar més pes als mitjans de comunicació a la dècada del 1970. El 1972, l'activista bisexual Don Fass va fundar el grup National Bisexual Liberation a Nova York, que va publicar The Bisexual Expression, presumiblement el primer butlletí bisexual. El 1973, l'activista bisexual Woody Glenn va ser entrevistada per un programa de ràdio de la National Organization for Women sobre WICC a Bridgeport, Connecticut. El 1974, Newsweek i Time Magazine van publicar articles sobre «bisexual chic» (bi chic), fent que la bisexualitat sigui visible a l'opinió pública com mai abans. El 1976, es va publicar el llibre històric View from Another Closet: Exploring Bisexuality in Women, de Janet Mode.

##### Activisme bisexual en Orgulls i accions militants
Les persones bisexuals també han contribuït molt al moviment pels drets LGBT.
El 1972, Bill Beasley, un activista bisexual del moviment afroamericà pels drets civils i el moviment LGBT, va ser el principal organitzador del primer Orgull de Los Angeles. També va ser actiu al Front d'Alliberament Gai.
El 1975, l'activista Carol Queen es va convertir en bisexual i va organitzar GAYouth a Eugene, Oregon.
El 1977, Alan Rockway, un psicòleg i activista bisexual, va ser coautor de la primera ordenança estatunidenca sobre els drets dels gais sotmesa a votació pública, al comtat de Dade, Florida. Anita Bryant va fer campanya contra l'ordenança i Rockway va organitzar un boicot al suc de taronja de Florida, que Bryant va anunciar, com a resposta. El San Francisco Bisexual Center ajuda a patrocinar una conferència de premsa amb les activistes lesbianes Del Martin i Phyllis Lyon, i el pediatre Benjamin Spock, en oposició a Bryant. L'activista bisexual Alexei Guren funda el Gay Teen Task Force a Miami, Florida, en resposta a la campanya de Bryant. La Florida Citrus Commission va cancel·lar el seu contracte amb Bryant davant d'aquesta pressió.
També l'any 1979, el Dr. Marvin Colter va fundar ARETE, un grup de suport i socialització per a persones bisexuals a Whittier, Califòrnia, que va participar en la Desfilada de l'Orgull Gai de Los Angeles de 1983 i va publicar un butlletí.
El 1979, A. Billy S. Jones, un membre fundador bisexual de la National Coalition of Black Lesbians and Gays, va ajudar a organitzar la primera delegació de lesbianes i gais afroamericans per reunir-se amb el personal de la Casa Blanca del president Jimmy Carter. Jones també va ser un organitzador clau de la marxa de 1979 a Washington DC pels drets dels gais i lesbianes i de la Third World Conference: When Will Ignorance End?, la primera conferència nacional per a gais i lesbianes afroamericans.

##### La Declaració d'Ithaca
El 1972, un grup quàquer, el Comitè d'Amics sobre la Bisexualitat, va publicar la «Declaració d'Ithaca sobre la Bisexualitat» donant suport als bisexuals. La declaració, que és la primera declaració pública del moviment bisexual i probablement la primera declaració sobre la bisexualitat emesa per una assemblea religiosa estatunidenca, es va publicar a Quaker Friends Journal i The Advocate el 1972.

##### Publicacions sobre la bisexualitat

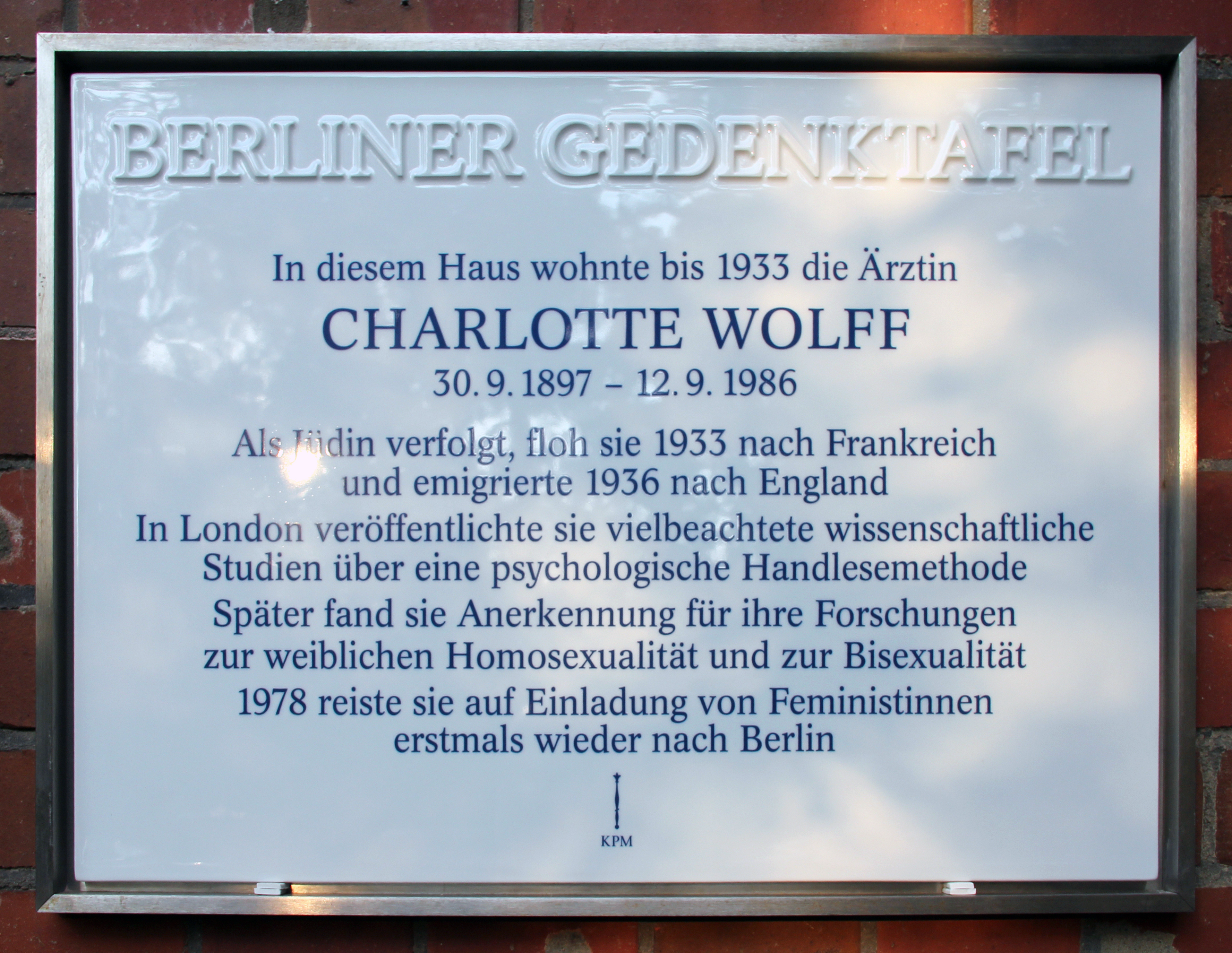
Berliner Gedenktafel Laubenheimer Str 10 (Wilmd) Charlotte Wolff

El 1976, Harriet Levi i Maggi Rubenstein van fundar el San Francisco Bisexual Center. És el centre comunitari bisexual més antic, proporciona serveis d'assessorament i suport a persones bisexuals a l'àrea de la badia de San Francisco i va publicar un butlletí, The Bi Monthly, entre 1976 i 1984.
L'any 1978, l'activista bisexual Fritz Klein va presentar la Taula d'orientació sexual de Klein al seu llibre The bisexual option: A concept of one-hundred percent intimacy (L'opció bisexual: un concepte d'intimitat al cent per cent), en el qual examina la incidència i la naturalesa de la bisexualitat, les actituds de les persones bisexuals i els aspectes positius aportats per la bisexualitat. L'activisme bisexual va començar a estendre's més enllà de les costes americanes; de 1978 a 1979 es van crear diversos grups bisexuals al Midwest, com One To Five (fundat per Scott Bartell i Gary Lingen per a Minneapolis i St. Paul, Minnesota), BI Women Welcome a Minneapolis, The BI Married Men's Group als suburbis de Detroit i BI Ways a Chicago.
Charlotte Wolff va publicar Bisexuality: A Study el 1977, que va seguir un primer llibre sobre lesbianisme titulat Love between women, publicat el 1971. En aquest primer llibre sobre l'amor entre dones, Wolff va dur a terme enquestes i qüestionaris que incloïen dones que encara que eren lesbianes havien estat o mantenien relacions amb homes. Després d'aquest primer llibre, se centra específicament en la bisexualitat en el següent llibre, assenyalant la manca de definició del terme i realitzant una de les primeres enquestes sobre bisexualitat, entrevistant 75 homes bisexuals i 75 dones bisexuals.

#### Dècada del 1980

##### La sortida de l'armari de la bisexual Lani Ka'ahumanu en 1982
El 1980, Lani Ka'ahumanu, que va sortir de l'armari com a lesbiana el 1976, va prendre consciència de la seva bisexualitat. El 1982, aleshores membre d'una associació feminista de lesbianes, va declarar públicament la seva bisexualitat en una revista homosexual de San Francisco, on va indicar que vivia en una relació amb un home; l'associació de la qual és membre la insta a marxar. Els activistes bisexuals estatunidencs fan d'aquesta sortida de l'armari un dels actes fundadors de l'activisme bisexual estatunidenc.

##### L'aparició de la SIDA
A la dècada del 1980, la SIDA va començar a afectar la comunitat LGBT, i la comunitat bisexual va tenir un paper important en la lluita contra la seva propagació. El 1981, David Lourea i Cynthia Slater van presentar una classe d'educació sexual per a relacions més segures als banys i clubs BDSM a San Francisco. També el 1981, Alexei Guren, membre de la junta fundadora de la Health Crisis Network (ara CareResource) a Miami, Florida, va començar a conscienciar i defensar els homes llatins casats que tenen sexe amb homes.
El 1984, David Lourea va convèncer el Departament de Salut Pública de San Francisco perquè reconegués els homes bisexuals a les seves estadístiques oficials de la SIDA (l'informe setmanal titulat New AIDS cases and mortality statistics (Nous casos de SIDA i estadístiques de mortalitat)), després de dos anys de campanya. A tot els Estats Units d'Amèrica, els departaments de salut comencen a reconèixer els homes bisexuals per aquest motiu, on abans només identificaven homes gais.
Activistes bisexuals també han lluitat per visibilitzar les conseqüències per a les dones en els estudis sobre l'epidèmia de la SIDA. Del 1984 al 1986, l'activista bisexual Veneita Porter, de la Unió de Prostitutes de Massachusetts i COYOTE, va actuar a favor de les dones, les persones transgènere i les persones que consumeixen drogues injectables amb SIDA. El 1985, l'activista bisexual seropositiva Cynthia Slater va organitzar la primera línia directa d'informació sobre la SIDA per a dones.
Aquest tipus d'activisme és especialment important per a les persones bisexuals perquè sovint se'ls acusa de contagiar la SIDA a les seves parelles heterosexuals. Per exemple, l'any 1987, Newsweek va retratar els homes bisexuals com els «últims paries» de l'epidèmia de la SIDA, i Alan Rockway de BiPOL, que té SIDA, es cita per oposar-se a l'estereotip. Un article de la revista Cosmopolitan d'octubre de 1989 que estereotipava els homes bisexuals com a propagadors deshonestos de la SIDA va provocar una campanya d'escriptura de cartes per la Xarxa Bisexual de l'Àrea de Nova York (New York Area Bisexual Network, NYABN). Cosmopolitan no va publicar més cap article que difamès els bisexuals després d'aquesta campanya.

##### BI Women, el primer butlletí per a dones bisexuals
El moviment bisexual va tenir les seves primeres grans victòries durant la dècada del 1980. La Xarxa de Dones Bisexuals de Boston (Boston Bisexual Women's Network), el grup de dones bisexuals més antic supervivent, es va fundar el 1983 i va començar a publicar el seu butlletí bimensual, BI Women. Aquest és el butlletí informatiu bisexual més antic dels Estats Units d'Amèrica.
També el 1983, BiPOL, la primera i més antiga organització política bisexual, va ser fundada a San Francisco per Autumn Courtney, Lani Ka'ahumanu, Arlene Krantz, David Lourea, Bill Mack, Alan Rockway i Maggi Rubenstein. El 1984, BiPOL va patrocinar la primera manifestació dels drets bisexuals fora de la Convenció Nacional Demòcrata a San Francisco. La manifestació comptava amb nou ponents de grups de drets civils aliats amb el moviment bisexual.
També el 1984, es va celebrar la primera Conferència de la Costa Est sobre Bisexualitat (que també és la primera conferència regional sobre bisexuals als Estats Units d'Amèrica) a la Storrs School of Social Work de la Universitat de Connecticut, amb aproximadament 150 assistents. Els assistents a la conferència van fundar l'East Coast Bisexual Network el 1985, que després va ser rebatejat com a Bisexual Resource Center (BRC) el 1993. El 1987, l'East Coast Bisexual Network va crear el primer arxiu d'història bisexual amb les col·leccions inicials de Robyn Ochs; Clare Morton hi dona la benvinguda als investigadors. També el 1987, Lani Ka'ahumanu, Ann Justi i Maggi Rubenstein van fundar la Bay Area Bisexual Network, el grup bisexual més antic i més gran de l'àrea de la badia de San Francisco.
El 1988, Gary North va publicar el primer butlletí nacional bisexual, titulat Bisexuality: News, Views, and Networking. El 1989, Cliff Arnesen va declarar davant el Congrés dels Estats Units sobre qüestions relacionades amb els veterans bisexuals, lesbianes i gais. És el primer veterà que testifica sobre qüestions bisexuals, lesbianes i gais i el primer veterà obertament no heterosexual que testifica al Capitol Hill sobre els problemes dels veterans en general. Va ser audicionat el 3 de maig de 1989, durant les audiències oficials celebrades davant l'US House Committee on Veterans Affairs: Subcommittee on Oversight and Investigations (Comitè d'Afers de Veterans de la Cambra dels EUA: Subcomitè de Supervisió i Investigacions). Va intervenir davant la mateixa subcomissió el 16 de maig de 1990, com a part d'una taula sobre la SIDA.

##### BiCon, la primera reunió de la comunitat bisexual a Gran Bretanya
La primera conferència de BiCon UK al Regne Unit es va celebrar l'any 1984. El 1986, Autumn Courtney de BiPOL va ser escollida copresidenta del Comitè de la Desfilada de l'Orgull del Dia de la Llibertat de Lesbianes Gais de San Francisco; és la primera persona obertament bisexual que ocupa aquest tipus de càrrecs als Estats Units d'Amèrica. L'any 1987, un grup de 75 persones bisexuals van desfilar a la Marxa de 1987 a Washington DC pels drets dels gais i lesbianes, la primera manifestació bisexual a escala nacional. L'article The Bisexual Movement: Are We Still Visible?, de Lani Ka'ahumanu, apareix al Manual Oficial de Desobediència Civil de març. Aquest és el primer article sobre les persones bisexuals i el naixent moviment bisexual que es publica en una publicació nacional de lesbianes i gais. La idea de la North American Bisexual Network (NABN), la primera organització nacional bisexual, es va presentar per primera vegada en aquesta reunió, però no es va fundar fins tres anys més tard (vegeu més avall). NABN després canviaria el seu nom a BiNet USA. També el 1987, Barney Frank es va convertir en el primer diputat dels Estats Units d'Amèrica que es va declarar gai per voluntat pròpia; es va inspirar en part en la mort de Stewart McKinney, un representant republicà bisexual de Connecticut. Frank va dir al Washington Post que després de la mort de McKinney, «va haver-hi un debat desafortunat sobre ¿era o no?, no?. Ho va fer o no? Em vaig dir a mi mateix: no vull que em passi això».

#### Dècada del 1990

##### Creació deBiNet
L'organització nacional bisexual més antiga dels Estats Units d'Amèrcia, BiNet USA, es va fundar l'any 1990. El seu nom original és North American Multicultural Bisexual Network (NAMBN), i la seva primera reunió es va celebrar durant la primera conferència nacional nacional bisexual a Amèrica. Aquesta primera conferència se celebra a San Francisco i està patrocinada per BiPOL. «La salut per a persones bisexuals» és un dels vuit tallers que s'ofereixen i s'exposa un edredó del Projecte NAMES. A la conferència assisteixen 450 persones de 20 estats i 5 països diferents. L'alcalde de San Francisco emet una declaració felicitant la comunitat bisexual pel seu lideratge en la causa de la justícia social, designant llavors el 23 de juny de 1990 com a «Dia de l'orgull bisexual». La conferència va portar els participants a crear el primer grup bisexual (BiNet Dallas), a Texas.

##### Aparició de cursos acadèmics sobre bisexualitat
El moviment bisexual és ara més acceptat dins les institucions establertes. El 1990 Susan Carlton va ensenyar en el primer curs acadèmic estatunidenc sobre bisexualitat a la UC Berkeley, i el 1991 els psicòlegs Sari Dworkin i Ron Fox es van convertir en copresidents fundadors del Grup de treball sobre qüestions bisexual a la Division 44, el grup de gais i lesbianes, a l'Associació Americana de Psicologia. El 1997, l'activista i psicòleg bisexual Pat Ashbrook va llançar un model nacional per a grups de suport LGBT dins del sistema hospitalari de l'Administració de Veterans.

##### Auge de la literatura bisexual
La literatura bisexual es va fer més important a la dècada del 1990.
El 1991, Bay Area Bisexual Network va començar a publicar la primera revista bisexual trimestral als Estats Units d'Amèrica, Anything That Moves: Beyond The Myths Of Bisexuality, fundada per Karla Rossi, directora de la redacció de l'editorial col·lectiva fins al 1993. El 1991 també es va publicar un dels llibres fonamentals de la història del moviment modern dels drets bisexuals, Bi Any Other Name: Bisexual People Speak Out, una antologia editada per Loraine Hutchins i Lani Ka 'ahumanu. Aquesta antologia competeix als Premis Literaris Lambda en la categoria d'antologia lèsbica per manca d'una categoria adequada.
El 1995, la professora de Harvard Shakespeare, Marjorie Garber, es va distingir acadèmicament amb el seu llibre Vice Versa: Bisexuality and the Eroticism of Everyday Life, en el qual ella argumenta que la majoria de la gent seria bisexual si no fos per la «repressió, la religió, l'odi, la negació, la mandra, la timidesa, la manca d'oportunitats, l'especialització prematura, la falta d'imaginació o la vida ja plena fins a vessar d'experiències eròtiques, encara que amb una sola persona o un gènere». Bi Community News va començar a publicar-se com a revista impresa mensual al Regne Unit el 1995.
El 1997, Fritz Klein va fundar el Journal of Bisexuality, la primera revista acadèmica trimestral sobre bisexualitat.
El 2005, Directed by Desire: Collected Poems, una col·lecció pòstuma de l'escriptora estatunidenca bisexual d'origen jamaicà June Jordan va competir (i va guanyar) a la categoria de poesia lèsbica. Aleshores, BiNet USA va llançar una campanya de diversos anys que finalment va portar a l'addició d'una categoria bisexual el 2006.
Tanmateix, la representació de persones i temes en altres mitjans va continuar sent difícil. El 1990, una pel·lícula que implicava una relació entre dues dones bisexuals, Henry i June, es va convertir en la primera pel·lícula a rebre una qualificació NC-17 de la Motion Picture Association of America (MPAA).
El 1993, Sheela Lambert, una activista bisexual, va escriure, va produir i va presentar la primera sèrie de televisió amb i per a bisexuals, anomenada Bisexual Network. Es va emetre durant 13 setmanes a NYC Public Access Cable.

##### Aparició d'autoritats regionals bisexuals als Estats Units
Les organitzacions regionals del moviment bisexual també comencen a tenir més impacte.
L'any 1992, Bisexual Connection (Minnesota) va patrocinar la primera conferència anual sobre bisexualitat del Midwest regional, titulada «BECAUSE» (Bisexual Empowerment Conference: A Uniting, Supportive Experience). Aquell any, Minnesota va modificar la seva llei estatal de drets civils per oferir les proteccions de drets civils més completes per a les persones bisexuals, lesbianes, gais i transgènere del país. La comunitat bisexual de Minnesota s'ha unit amb grups de lesbianes, gais i transgènere per impulsar aquest dret.
També el 1992, la South Florida Bisexual Network (fundada el 1989) i la Stonewall Students Union of Florida International University van copatrocinar la primera Conferència Bisexual Regional del Sud-est anual. Hi assisteixen trenta-cinc persones d'almenys quatre estats del sud-est.
El 1993, la primera Conferència Regional del Nord-oest anual va ser patrocinada per BiNet USA, la Seattle Bisexual Women's Network i la Seattle Bisexual Men's Union. Té lloc a Seattle, i hi són presents 55 persones que representen Washington, Oregon, Alaska, Montana i Colúmbia Britànica.
Al Regne Unit, BiPhoria es va establir el 1994, convertint-se en l'organització bisexual més antiga existent al Regne Unit.

##### La Marxa en Washington DC

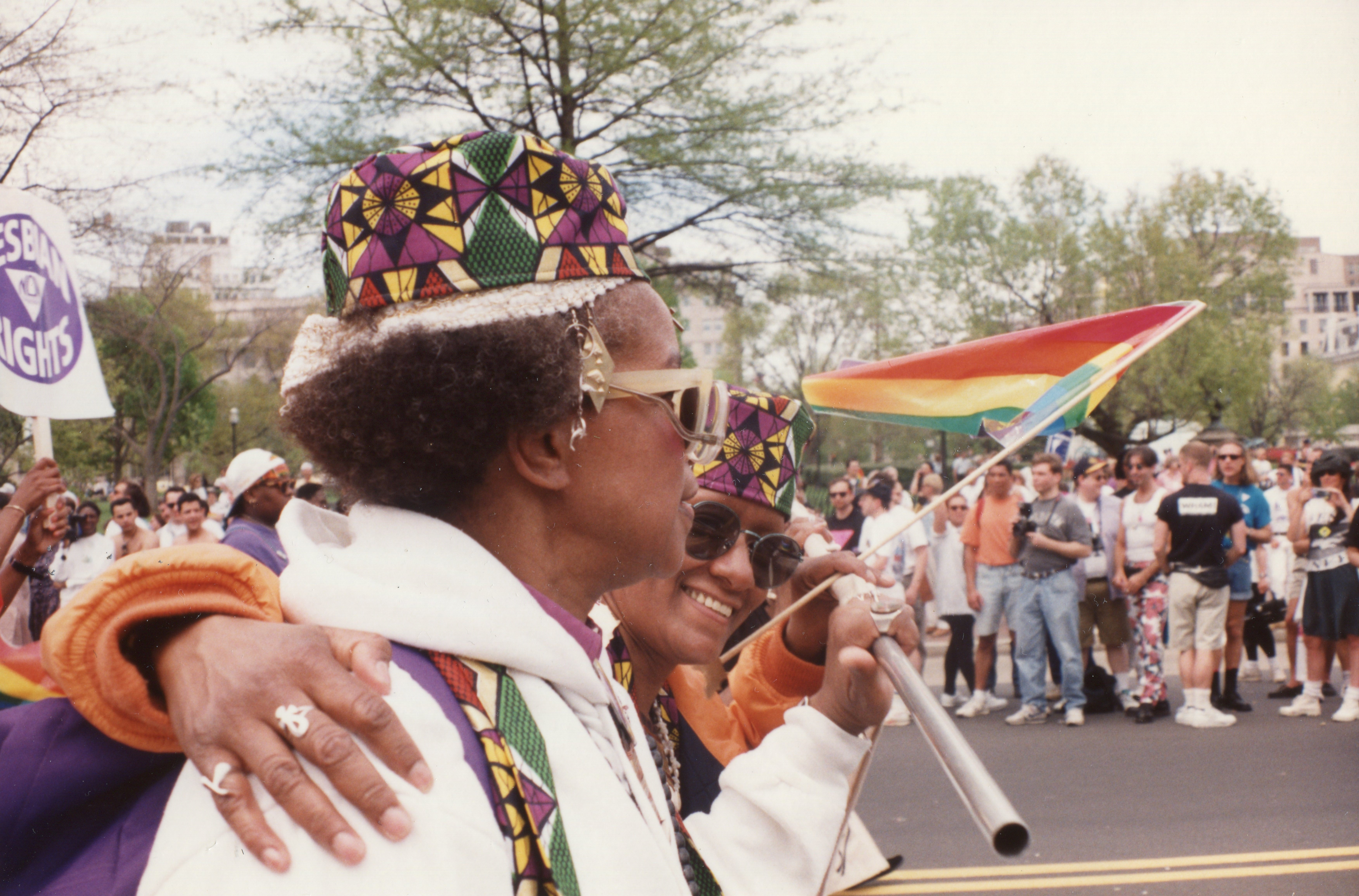
Marxa Nacional a Washington DC de 1993 pels drets LGBT

La Marxa a Washington DC pels Drets i l'Alliberament de les persones lesbianes, gais i bisexuals té lloc l'any 1993. Com a resultat de les accions del lobby de BiPOL (San Francisco), les persones obertament bisexuals ocupen posicions de lideratge clau a l'organització local i regional de la Marxa, i per primera vegada, els bisexuals s'inclouen en el títol de la Marxa. A més, l'activista obertament bisexual Lani Ka'ahumanu parla a la concentració i més de 1.000 persones desfilen amb el grup bisexual. BiNet USA, el Bisexual Resource Center (BRC) i l'Alliance of Multicultural Bisexuals (AMBi) de Washington DC patrocinen la segona conferència nacional que va celebrar la bisexualitat a Washington DC al març. Hi van assistir més de 600 persones dels Estats Units d'Amèrica i Europa, la qual cosa la va convertir en la conferència bisexual més gran mai celebrada en aquell moment.

##### Enquestes sobre la bisexualitat
En aquest moment es van fer diverses enquestes importants sobre la bisexualitat.
El 1993, Ron Fox va ser l'autor del primer estudi d'investigació a gran escala sobre la identitat bisexual i va recopilar i mantenir una bibliografia completa sobre la investigació de la bisexualitat.
També l'any 1993, l'Informe Janus sobre el comportament sexual mostra que el 5% dels homes i el 3% de les dones es consideren bisexuals.
El 1995, BiNet USA Bisexual Youth Initiative (Fayetteville, NC) va desenvolupar i va enviar una enquesta nacional als programes existents per a joves LGBT. L'enquesta es publica i es retorna a les agències, oferint assistència per millorar els serveis als joves bisexuals.

##### L'aferRomer vs. Evansals Estats Units d'Amèrica
El 1992, els votants de Colorado van votar per aprovar una esmena a la constitució de l'estat de Colorado (esmena 2) que hauria prohibit a qualsevol ciutat, poble o comtat de l'estat prendre accions legislatives, executives o judicials per reconèixer les persones bisexuals o homosexuals com a grup protegit. L'esmena disposava:
| « | Ni l'Estat de Colorado, a través de cap de les seves sucursals o departaments, ni cap de les seves agències, subdivisions polítiques, municipis o districtes escolars, promulgarà, adoptarà o farà complir cap estatut, reglament, ordenança o política ordenança o política per la qual l'orientació, la conducta, les pràctiques o les relacions homosexuals, lesbianes o bisexuals constitueixin o siguin la base o donin dret a qualsevol persona o classe de persones a tenir o reclamar qualsevol estatus de minoria, quota de preferència, estatus protegit o reclamació per discriminació. Aquest article de la Constitució s'executarà per si mateix en tots els aspectes. | » |

Això condueix al cas del Tribunal Suprem de 1996 Romer vs. Evans, en què el Tribunal dictamina en una decisió 6-3 (que l'esmena constitucional de l'estat de Colorado que prohibeix l'estatus protegit basat en la bisexualitat o l'homosexualitat no compleix la clàusula de protecció d'igualtat). L'opinió majoritària de Romer afirma que l'esmena «no té un criteri racional relació amb els interessos legítims de l'estat», i l'opinió minoritària afirma que la majoria «òbviament coincideix que la base racional de la prova normal del compliment de la clàusula d'igualtat de protecció és la norma». L'esmena constitucional estatal falla l'examen de la base racional.

##### El concepte«orgull bisexual»
El concepte d'«orgull bisexual» es va estendre a finals de la dècada del 1990. En una Festa de l'Orgull LGBT a Connecticut el 1997, Evelyn Mantilla va sorgir com la primera funcionària estatal obertament bisexual.
L'any següent, la bandera de l'orgull bisexual va ser dissenyada per Michael Page (va ser presentada el 5 de desembre de 1998, i el 1999 el primer Dia de la Bisexualitat va ser organitzat per Michael Page, Gigi Raven Wilbur i Wendy Curry. Aquest dia ara té lloc el 23 de setembre de cada any.

#### Dècada del 2000
Les persones bisexuals van aconseguir èxits notables en el moviment dels drets LGBT durant aquesta dècada. L'any 2001, les "Directrius sobre psicoteràpia amb clients lesbianes, gais i bisexuals" de l'Associació Americana de Psicologia afirmaven que «l'homosexualitat i la bisexualitat no són una malaltia mental»; l'activista bisexual Ron Fox forma part del grup de treball que elabora les directrius. L'any 2002, Pete Chvany, Luigi Ferrer, James Green, Loraine Hutchins i Monica McLemore van fer presentacions a la Gay, Lesbian, Bisexual, Transgender, Queer and Intersex Health Summit (Cimera de Salut Gai, Lesbiana, Bisexual, Transgènere, Queer i Intersexual), celebrada a Boulder, Colorado, i va marcar la primera vegada que les persones bisexuals, transgèneres, i les persones intersexuals són reconegudes com a socis iguals a nivell nacional en lloc d'«aliats» o testimonis gais i lesbianes.
També l'any 2002, Robyn Ochs va fer el primer discurs centrat en la bisexualitat a la National Association of Lesbian and Gay Addiction Professionals (Associació Nacional de Professionals de les Addiccions de Lesbianes i Gais).
L'any 2003, la Unió per al judaisme reformat va aplicar retroactivament la seva política en suport dels drets dels gais i lesbianes a les comunitats bisexuals i transgèneres, emetent una resolució titulada «Suport a la inclusió i l'acceptació de les comunitats transgèneres i bisexuals».

##### Controvèrsia sobre el llibreSexual Arousal Patterns of Bisexual Men, de Michael Bailey
El 2005, estudiosos i activistes bisexuals es van mobilitzar amb el Grup de treball, GLAAD i BiNet USA per reunir-se amb l'editor científic del The New York Times, Brian Dodge, per desafiar la desinformació publicada a la revista sobre un estudi sobre homes bisexuals. L'estudi, titulat Sexual Arousal Patterns of Bisexual Men, de l'investigador Michael Bailey, suposadament va «provar» que els homes bisexuals no existeixen a partir dels estudis les reaccions sexuals dels homes davant de suposades fotos sexualment estimulants. Amb poca retrospectiva crítica, diverses celebritats i mitjans de comunicació recullen els resultats esbiaixats d'aquest estudi i afirmen haver «resolt» el «problema de la bisexualitat» declarant que no existeix, almenys entre els homes. Altres estudis, inclosa una millor investigació de seguiment dirigida per Michael Bailey i encarregada per GLAAD, han demostrat que això és incorrecte.

##### Premi Brenda Howard
El 2005, la secció Queens de PFLAG va anunciar la creació del Brenda Howard Memorial Award. Aquesta és la primera vegada que una important organització LGBT estatunidenca anomena un premi en honor a una persona obertament bisexual.

##### Marxa de l'orgull
L'11 d'octubre de 2009 a Washington DC, es va celebrar la Marxa per la Igualtat Nacional, que va demanar la igualtat de protecció per a les persones bisexuals, lesbianes, gais i transgènere en tots els assumptes regits pel dret civil a tots els estats i districtes. Com a part de la marxa s'organitza un contingent específic de bisexuals, pansexuals i queer clarament identificat. Diversos grups bisexuals es reuneixen i marxen, incloent BiNet USA, New York Area Bisexual Network, DC Bi Women i BiMA DC. Quatre conferenciants bisexuals que van participar en la manifestació de la National Equality March van ser Michael Huffington, Lady Gaga, Chloe Noble i Penelope Williams. L'octubre de 2009, l'activista LGBT Amy Andre va ser nomenada directora executiva del Comitè de Celebració de l'Orgull de San Francisco, convertint-la en la primera dona afroamericana obertament bisexual de l'Orgull de San Francisco.

##### Informes sobre bisexualitat i representació en el currículum acadèmic
Durant aquesta dècada es publiquen informes importants sobre bisexuals.
L'any 2002, una enquesta realitzada als Estats Units d'Amèrica pel Centre Nacional d'Estadístiques de Salut va revelar que l'1,8% dels homes de 18 a 44 anys es consideren bisexuals, el 2,3% gais i el 3,9% «una altra cosa». El mateix estudi revela que el 2,8% de les dones de 18 a 44 anys es consideren bisexuals, l'1,3% lesbianes i el 3,8% «una altra cosa».
Un informe de 2007 indica que el 14,4% de les dones joves americanes s'identifiquen com a bisexuals o lesbianes i el 5,6% dels homes s'identifiquen com a gai o bisexual. També el 2007, un article a la secció "Salut" del New York Times va afirmar que «l'1,5% de les dones estatunidenques i l'1,7% dels homes estatunidencs s'identifiquen [com] bisexuals».
L'any 2012, un altre informe britànic fa un balanç de la situació de les persones bisexuals assenyalant la discriminació específica a què estan sotmeses, i apunta a la invisibilització de les persones bisexuals perquè no encaixen en el marc d'un model concret d'heterosexualitat o la sexualitat homosexual. L'informe elabora un inventari de la bifòbia en el món de l'esport, el treball i l'educació, així com els riscos particulars, en particular pel que fa a la salut mental, i és publicat a Gran Bretanya per acadèmics de l'Open University. L'informe també ofereix recomanacions per fer més visible la bisexualitat i les persones bisexuals.
La investigació sobre la bisexualitat, que històricament va començar a Europa, es torna molt més activa als Estats Units d'Amèrica i Austràlia. A Europa està representada en el currículum acadèmic, sobretot a la Gran Bretanya, però àmbits de recerca com l'impacte de la bifòbia en la salut mental encara estan poc estudiats. La majoria de les investigacions dels de la dècada del 1990 i del 2000 es van centrar en la manca d'institucionalització dels problemes de la bisexualitat i la seva invisibilitat en els estudis de gènere i LGBTIQ. La majoria també es duen a terme en l'àmbit de l'antropologia, la psicologia i la sociologia (com a Austràlia i els Estats Units d'Amèrica), tot i que s'observa que en aquestes regions una part de la recerca s'ha orientat cap a la salut de persones bisexual, en gran part inexplorades a Europa.

##### Representació en política
El 2008, Kate Brown va ser escollida secretària d'estat d'Oregon, convertint-se en la primera dirigent estatunidenca obertament bisexual a tot l'estat.

#### A partir del 2010

##### Don't ask, don't tell(No preguntis, no ho diguis)

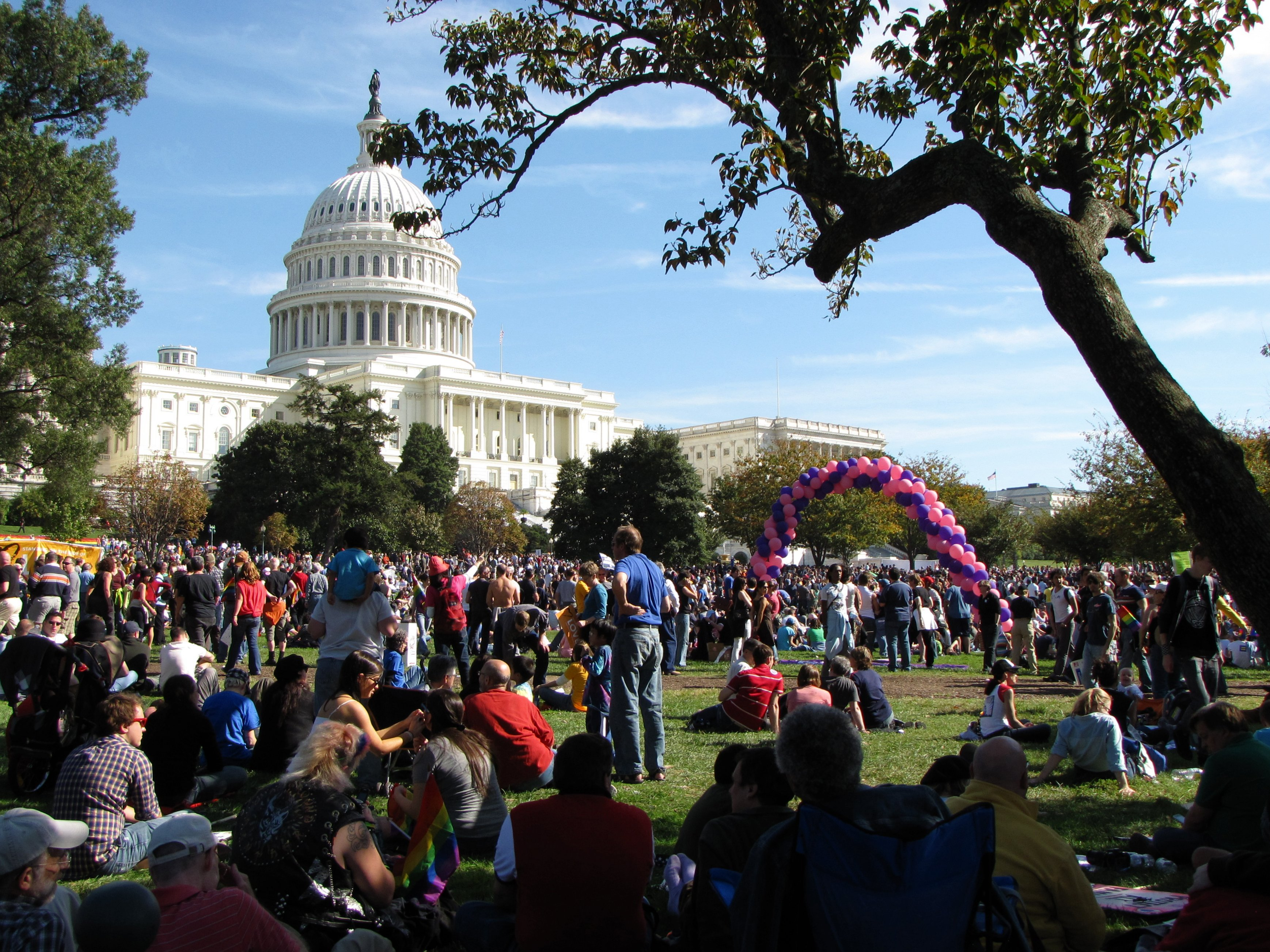
Marxa d'Igualtat Nacional del 2009 als Estats Units d'Amèrica

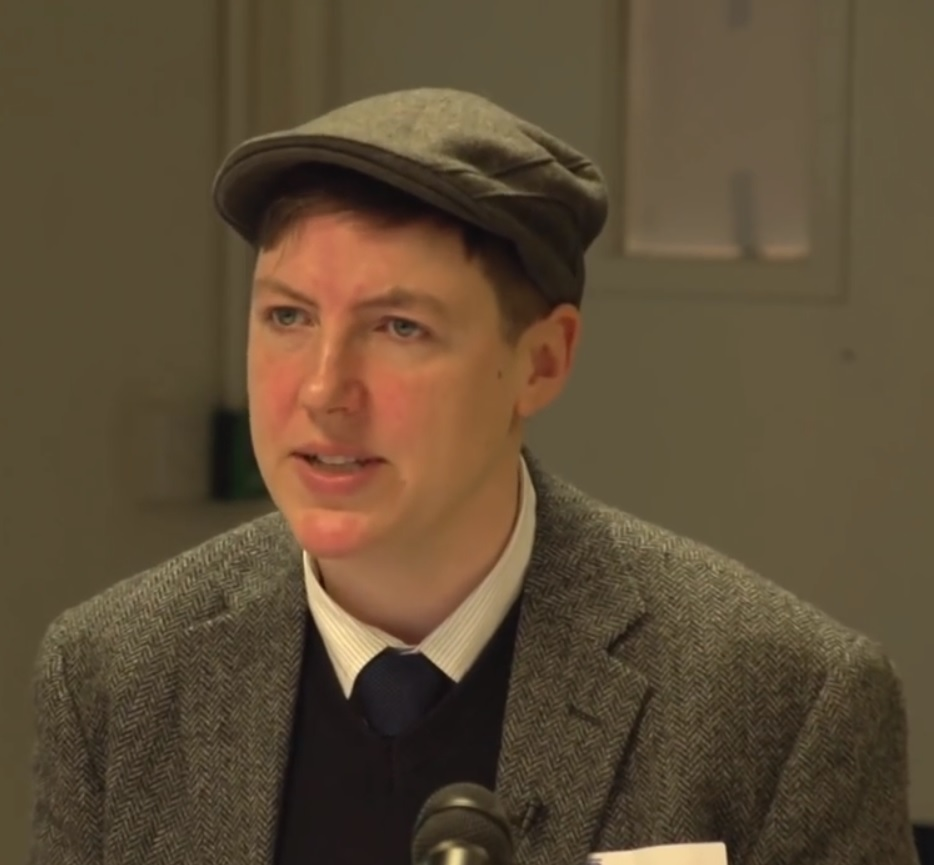
Meg-John Barker va escriure el primer informe sobre la bisexualitat al Regne Unit el 2012

El 2011, una de les demandes de la Marxa Nacional per la Igualtat de 2009 es va complir amb el final de la política Don't ask don't tell (No preguntis, no ho diguis), que permetia que les persones bisexuals, lesbianes i gais de l'exèrcit dels Estats Units d'Amèrica fossin oberts sobre la seva sexualitat.

##### Informes del govern dels EUA sobre la invisibilitat bisexual
A principis dels anys 2010 es van publicar informes significatius sobre persones bisexuals.
El 2011, la Comissió de Drets Humans de San Francisco va publicar un informe sobre la visibilitat bisexual, titulat Bisexual Invisibility: Impacts and Regulations (Invisibilitat bisexual: impactes i regulacions). Aquesta és la primera vegada que una agència governamental publica un informe d'aquest tipus. L'informe mostra, entre altres coses, que les persones bisexuals autoidentificades constitueixen la part més gran de la comunitat LGBTIQ dels Estats Units d'Amèrica. En cada estudi inclòs a l'informe, hi havia més dones que s'identificaven com a bisexuals que lesbianes i menys homes que s'identificaven com a bisexuals que gais. També el 2011, un estudi longitudinal de dones de minories sexuals (lesbianes, bisexuals i sense etiqueta) va trobar que durant 10 anys, «més dones van adoptar identitats bisexuals o sense etiquetar que no les van abandonar». Dels que van iniciar l'estudi identificant-se com a bisexuals, el 92% es van identificar com a bisexuals o no etiquetats 10 anys després, i el 61% dels que van començar com a no etiquetats es van identificar com a bisexuals o no etiquetats 10 anys després.
El 2012 es va publicar el Bisexuality Report (Informe sobre la bisexualitat), el primer informe d'aquest tipus al Regne Unit. Aquest informe, dissenyat per Jen Yockney (redactor en cap de Bi Community News) i editat per Meg-John Barker (conferenciant de psicologia, OU), Rebecca Jones (conferenciant, assistenta social i sanitaria, OU), Christina Richards, Helen Bowes Catton i Tracey Plowman (de BiUK) resumeix l'evidència nacional i internacional i presenta recomanacions per a la inclusió bisexual en el futur. Aquest informe s'acredita amb el canvi d'actituds cap a la inclusió bisexual en el medi professional LGBT per a la funció pública del Regne Unit i les organitzacions benèfiques LGBT.

##### Naixement del Dia de l'Orgull Bisexual

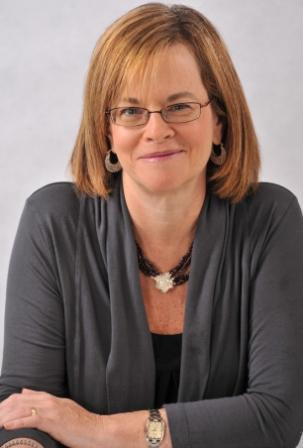
Debra Haffner va publicar Bisexuality: Making the Invisible Visible in Faith Communities el 2014, un llibre que aborda el tema de la religió i la bisexualitat

El setembre de 2012, Berkeley, Califòrnia, es va convertir en la primera ciutat dels Estats Units d'Amèrica a proclamar oficialment un dia del reconeixement bisexual. L'Ajuntament de Berkeley per unanimitat i sense discussió declara el 23 de setembre el «Dia de l'Orgull Bisexual i la Doble Visibilitat».
El 2013, el Dia de la Bisexualitat, la Casa Blanca va celebrar una reunió tancada amb uns 30 advocats bisexuals perquè poguessin reunir-se amb funcionaris del govern i discutir qüestions d'especial importància per a la comunitat, sent el primer esdeveniment biespecífic organitzat mai per la Casa Blanca.
Una altra contribució significativa a la visibilitat bisexual va arribar el 2014, quan es va fundar la Bisexual Research Collaborative on Health (BiRCH) per investigar maneres de conscienciar sobre els problemes de salut bisexual, així com per continuar les discussions d'alt nivell sobre la investigació sobre la salut bisexual i organitzar un conferència nacional americana.
També el 2014, Marie Alford-Harkey i Debra W. Haffner van publicar Bisexuality: Making the Invisible Visible in Faith Communities, el primer llibre d'aquest gènere.

##### Representació en política
Pel que fa a la política, Kyrsten Sinema va ser escollida a la Cambra de Representants el novembre de 2012, convertint-se en la primera congressista obertament bisexual de la història dels Estats Units d'Amèrica.
Kate Brown va ser escollida governadora d'Oregon el 2016 i es va convertir en la primera persona obertament bisexual escollida com a governadora dels Estats Units d'Amèrica (de fet, la primera persona obertament LGBT escollida com a tal).
El 2018, Kyrsten Sinema es va convertir en la primera persona obertament bisexual a guanyar una nominació a un partit important per optar a un escó al Senat dels Estats Units d'Amèrica, i més tard aquell any es va convertir en la primera persona obertament bisexual escollida per al Senat dels Estats Units. A més, Kate Brown va ser reelegida aquell any com a governadora d'Oregon.

##### Altres avenços
L'any 2015 s'afegeix la bifòbia al nom del Dia Mundial contra l'Homofòbia, la Transfòbia i la Bifòbia, anteriorment Dia Internacional contra l'Homofòbia i la Transfòbia.
El 2017, el Departament de Justícia dels Estats Units d'Amèrica va presentar un escrit d'amicus davant el Tribunal d'Apel·lacions dels Estats Units d'Amèrica per al Segon Circuit, argumentant que el títol VII de la Llei de drets civils de 1964 no prohibeix la discriminació contra els empleats bisexuals o gais.
El 2018, el primer esdeveniment de Bi Pride d'Amèrica es va celebrar a West Hollywood.

### En França
A França, hi ha poca investigació o documentació relacionada específicament amb la bisexualitat. Una de les obres clau és l'estudi de Catherine Deschamps publicat l'any 2002 i titulat Le miroir bisexuel (El mirall bisexual).
L'any 1995, un grup de quatre dones, entre les quals hi havia Catherine Deschamps, del moviment Act Up-Paris o d'associacions de lesbianes, es van reunir al Centre Gai i Lesbiana (CGL) de París per treballar en la redacció d'un article dedicat a la bisexualitat al diari Le 3 Keller. En el procés, van crear un grup mixt al CGL, i el 1997 d'aquest grup es va fundar l'associació Bi'Cause, la primera associació bisexual de França.

### En Suïssa
A Suïssa, Stéphanie Pache va fundar l'any 1997 Infobi - Antenne bisexuelle romande a Lausana, la primera associació bisexual de la Suïssa francòfona. Activista feminista i implicada en el moviment LGBT, és conscient de la seva bisexualitat i busca recursos i llibres sobre el tema a Suïssa sense trobar res excepte el llibre de la sexòloga Charlotte Wolff publicat l'any 1980. Va fundar un grup bisexual dins del associació Vogay creada el 1r de juliol de 1996 a Lausana.
L'any 1994, el queer squat bar Chez Brigitte va ser fundat per 4 joves (incloent la directora Laure Schwartz) als locals d'una antiga impremta de Ginebra. Durant les seves reunions i festes desdibuixant gèneres amb boles de drag queen, va néixer la idea d'un orgull gai a la Suïssa francòfona i en el procés es va crear un diari, el 360°. Chez Brigitte ofereix el primer espai obert per a persones gais i lesbianes, on les persones bisexuals i transsexuals se senten benvingudes. L'associació 360 a Ginebra creada l'any 1998 també respon a aquesta necessitat de les persones LGBTIQ de tenir una perspectiva d'obertura integrada als estatuts per sortir del monòlit de les identitats gais i lesbianes. El diari de 360° es crea immediatament després. Dins d'aquesta associació es funda el grup de parla bisexual, que després esdevindrà el grup Bipan l'any 2021. El grup organitza la seva primera conferència pública el 9 d'octubre de 2013 titulada «Un soupçon de liberté: la bisexualité décomplexée» a la casa d'associacions de Ginebra, convidant Karl Mengel, autor del llibre Pour et contre la bisexualité. Libre traité d'ambivalence érotique (A favor i en contra de la bisexualitat – Tractat lliure sobre ambivalència eròtica) publicat per Musardines el 2009.